# لیگ جهانی والیبال ۲۰۰۵
لیگ جهانی والیبال ۲۰۰۵ شانزدهمین دوره از رقابت‌های لیگ جهانی می‌باشد که از ۲۷ مه تا ۱۰ ژوئیه و با شرکت ۱۲ تیم برگزار شد. دور نهایی این دوره در بلگراد، صربستان و مونته‌نگرو به انجام رسید.

## گروه‌بندی
| گروه A                          | گروه B                              | گروه C                                          |
| ------------------------------- | ----------------------------------- | ----------------------------------------------- |
| برزیل · ونزوئلا · ژاپن · پرتغال | ایتالیا · کوبا · بلغارستان · فرانسه | صربستان و مونته‌نگرو · یونان · آرژانتین · لهستان |

## دور نخست

### گروه A
| رتبه | تیم     | امتیازات | برد | باخت | امتیازات برده | امتیازات باخته | میانگین | ست‌های برده | ست‌های باخته | میانگین |
| ---- | ------- | -------- | --- | ---- | ------------- | -------------- | ------- | ---------- | ----------- | ------- |
| ۱    | برزیل   | ۲۳       | ۱۱  | ۱    | ۱٬۰۳۱         | ۸۹۲            | ۱٫۱۵۶   | ۳۳         | ۹           | ۳٫۶۶۷   |
| ۲    | پرتغال  | ۱۸       | ۶   | ۶    | ۹۳۵           | ۹۱۰            | ۱٫۰۲۷   | ۲۱         | ۱۹          | ۱٫۱۰۵   |
| ۳    | ونزوئلا | ۱۷       | ۵   | ۷    | ۹۳۵           | ۹۶۶            | ۰٫۹۶۸   | ۱۹         | ۲۲          | ۰٫۸۶۴   |
| ۴    | ژاپن    | ۱۴       | ۲   | ۱۰   | ۸۸۵           | ۱٬۰۱۸          | ۰٫۸۶۹   | ۹          | ۳۲          | ۰٫۲۸۱   |

نتایج گروه A
| بازی | تاریخ        | میزبان  | میهمان  | ست ۱  | ست ۲  | ست ۳  | ست ۴  | ست ۵  | ست شماری | امتیاز شماری |
| ---- | ------------ | ------- | ------- | ----- | ----- | ----- | ----- | ----- | -------- | ------------ |
| ۶    | ۲۸ مه ۲۰۰۵   | پرتغال  | ژاپن    | ۲۵–۲۲ | ۲۷–۲۵ | ۲۵–۲۲ | NA    | NA    | ۳–۰      | ۷۷–۶۹        |
| ۷    | ۲۸ مه ۲۰۰۵   | ونزوئلا | برزیل   | ۱۹–۲۵ | ۳۴–۳۲ | ۲۲–۲۵ | ۳۵–۳۷ | NA    | ۱–۳      | ۱۱۰–۱۱۹      |
| ۹    | ۲۹ مه ۲۰۰۵   | ونزوئلا | برزیل   | ۲۵–۲۳ | ۲۱–۲۵ | ۱۰–۲۵ | ۲۵–۲۰ | ۱۳–۱۵ | ۲–۳      | ۹۴–۱۰۸       |
| ۱۰   | ۲۹ مه ۲۰۰۵   | پرتغال  | ژاپن    | ۲۲–۲۵ | ۲۵–۱۹ | ۲۵–۲۱ | ۲۵-۲۰ | NA    | ۳–۱      | ۹۷–۸۵        |
| ۱۸   | ۴ ژوئن ۲۰۰۵  | پرتغال  | برزیل   | ۱۶–۲۵ | ۲۲–۲۵ | ۲۳–۲۵ | NA    | NA    | ۰–۳      | ۶۱–۷۵        |
| ۱۹   | ۴ ژوئن ۲۰۰۵  | ونزوئلا | ژاپن    | ۲۲–۲۵ | ۲۸–۲۶ | ۲۵–۲۱ | ۲۵–۲۱ | NA    | ۳–۱      | ۱۰۰–۹۳       |
| ۲۱   | ۵ ژوئن ۲۰۰۵  | ونزوئلا | ژاپن    | ۳۱–۲۹ | ۲۵–۲۲ | ۲۵–۲۱ | NA    | NA    | ۳–۰      | ۸۱–۷۲        |
| ۲۲   | ۵ ژوئن ۲۰۰۵  | پرتغال  | برزیل   | ۲۵–۲۲ | ۲۵–۲۰ | ۲۵–۲۳ | NA    | NA    | ۳–۰      | ۷۵–۶۵        |
| ۲۷   | ۱۱ ژوئن ۲۰۰۵ | ژاپن    | برزیل   | ۲۴–۲۶ | ۲۰–۲۵ | ۲۱–۲۵ | NA    | NA    | ۰–۳      | ۶۵–۷۶        |
| ۲۸   | ۱۱ ژوئن ۲۰۰۵ | پرتغال  | ونزوئلا | ۲۵–۱۸ | ۲۵–۲۱ | ۲۵–۱۴ | NA    | NA    | ۳–۰      | ۷۵–۵۳        |
| ۳۱   | ۱۲ ژوئن ۲۰۰۵ | ژاپن    | برزیل   | ۱۷–۲۵ | ۱۹–۲۵ | ۲۹–۲۷ | ۱۸–۲۵ | NA    | ۱–۳      | ۸۳–۱۰۲       |
| ۳۲   | ۱۲ ژوئن ۲۰۰۵ | پرتغال  | ونزوئلا | ۲۵–۲۳ | ۲۵–۲۳ | ۲۵–۲۱ | NA    | NA    | ۳–۰      | ۷۵–۶۷        |
| ۴۰   | ۱۸ ژوئن ۲۰۰۵ | برزیل   | پرتغال  | ۲۶–۲۴ | ۲۵–۲۳ | ۲۰–۲۵ | ۲۵–۱۸ | NA    | ۳–۱      | ۹۶–۹۰        |
| ۴۱   | ۱۸ ژوئن ۲۰۰۵ | ژاپن    | ونزوئلا | ۲۲–۲۵ | ۱۸–۲۵ | ۲۰–۲۵ | NA    | NA    | ۰–۳      | ۶۰–۷۵        |
| ۴۵   | ۱۹ ژوئن ۲۰۰۵ | برزیل   | پرتغال  | ۲۵–۲۱ | ۲۵–۲۰ | ۲۵–۲۳ | NA    | NA    | ۳–۰      | ۷۵–۶۴        |
| ۴۶   | ۱۹ ژوئن ۲۰۰۵ | ژاپن    | ونزوئلا | ۲۱–۲۵ | ۲۱–۲۵ | ۲۱–۲۵ | NA    | NA    | ۰–۳      | ۶۳–۷۵        |
| ۵۳   | ۲۵ ژوئن ۲۰۰۵ | برزیل   | ژاپن    | ۲۵–۱۶ | ۲۵–۱۴ | ۲۵–۱۸ | NA    | NA    | ۳–۰      | ۷۵–۴۸        |
| ۵۵   | ۲۴ ژوئن ۲۰۰۵ | ونزوئلا | پرتغال  | ۲۰–۲۵ | ۲۰–۲۵ | ۲۲–۲۵ | NA    | NA    | ۰–۳      | ۶۲–۷۵        |
| ۵۷   | ۲۶ ژوئن ۲۰۰۵ | برزیل   | ژاپن    | ۲۵–۲۰ | ۲۵–۱۶ | ۲۵–۲۳ | NA    | NA    | ۳–۰      | ۷۵–۵۹        |
| ۵۸   | ۲۶ ژوئن ۲۰۰۵ | ونزوئلا | پرتغال  | ۲۵–۲۰ | ۲۵–۲۲ | ۲۵–۱۹ | NA    | NA    | ۳–۰      | ۷۵–۶۱        |
| ۶۵   | ۲ ژوئیه ۲۰۰۵ | برزیل   | ونزوئلا | ۲۵–۱۶ | ۲۵–۲۰ | ۲۵–۲۱ | NA    | NA    | ۳–۰      | ۷۵–۵۷        |
| ۶۶   | ۲ ژوئیه ۲۰۰۵ | ژاپن    | پرتغال  | ۱۸–۲۵ | ۲۰–۲۵ | ۲۷–۲۵ | ۲۶–۲۴ | ۱۶–۱۴ | ۳–۲      | ۱۰۷–۱۱۳      |
| ۶۹   | ۳ ژوئیه ۲۰۰۵ | برزیل   | ونزوئلا | ۲۵–۲۲ | ۱۵–۲۵ | ۲۵–۲۲ | ۲۵–۱۷ | NA    | ۳–۱      | ۹۰–۸۶        |
| ۷۰   | ۳ ژوئیه ۲۰۰۵ | ژاپن    | پرتغال  | ۲۵–۲۱ | ۲۵–۲۲ | ۳۱–۲۹ | NA    | NA    | ۳–۰      | ۸۱–۷۲        |

### گروه B
| رتبه | تیم       | امتیازات | برد | باخت | امتیازات برده | امتیازات باخته | میانگین | ست‌های برده | ست‌های باخته | میانگین |
| ---- | --------- | -------- | --- | ---- | ------------- | -------------- | ------- | ---------- | ----------- | ------- |
| ۱    | کوبا      | ۲۰       | ۸   | ۴    | ۱٬۰۷۱         | ۱٬۰۲۸          | ۱٫۰۴۲   | ۲۹         | ۱۷          | ۱٫۷۰۶   |
| ۲    | بلغارستان | ۱۸       | ۶   | ۶    | ۱٬۱۱۲         | ۱٬۰۶۷          | ۱٫۰۴۲   | ۲۷         | ۲۲          | ۱٫۲۲۷   |
| ۳    | ایتالیا   | ۱۸       | ۶   | ۶    | ۱٬۰۵۵         | ۱٬۰۷۳          | ۰٫۹۸۳   | ۲۲         | ۲۶          | ۰٫۸۴۶   |
| ۴    | فرانسه    | ۱۶       | ۴   | ۸    | ۱٬۰۰۵         | ۱٬۰۷۵          | ۰٫۹۳۵   | ۱۷         | ۳۰          | ۰٫۵۶۷   |

نتایج گروه B
| بازی | تاریخ        | میزبان    | میهمان    | ست ۱  | ست ۲  | ست ۳  | ست ۴  | ست ۵  | ست شماری | امتیاز شماری |
| ---- | ------------ | --------- | --------- | ----- | ----- | ----- | ----- | ----- | -------- | ------------ |
| ۱    | ۲۷ مه ۲۰۰۵   | بلغارستان | کوبا      | ۲۴–۲۶ | ۲۵–۱۶ | ۲۰–۲۵ | ۱۹–۲۵ | NA    | ۱–۳      | ۸۸–۹۲        |
| ۳    | ۲۷ مه ۲۰۰۵   | ایتالیا   | فرانسه    | ۲۴–۲۶ | ۱۷–۲۵ | ۲۲–۲۵ | NA    | NA    | ۰–۳      | ۶۳–۷۶        |
| ۱۱   | ۲۹ مه ۲۰۰۵   | ایتالیا   | فرانسه    | ۲۵–۱۸ | ۲۵–۱۸ | ۲۵–۱۳ | NA    | NA    | ۳–۰      | ۷۵–۴۹        |
| ۱۲   | ۲۹ مه ۲۰۰۵   | بلغارستان | کوبا      | ۲۰–۲۵ | ۲۴–۲۶ | ۲۳–۲۵ | NA    | NA    | ۰–۳      | ۶۷–۷۶        |
| ۱۳   | ۳ ژوئن ۲۰۰۵  | فرانسه    | بلغارستان | ۲۵–۲۰ | ۱۸–۲۵ | ۲۵–۲۱ | ۲۱–۲۵ | ۱۵–۱۳ | ۳–۲      | ۱۰۴–۱۰۴      |
| ۱۵   | ۳ ژوئن ۲۰۰۵  | ایتالیا   | کوبا      | ۲۶–۲۴ | ۱۸–۲۵ | ۲۰–۲۵ | ۲۲–۲۵ | NA    | ۱–۳      | ۸۶–۹۹        |
| ۲۰   | ۴ ژوئن ۲۰۰۵  | فرانسه    | بلغارستان | ۲۴–۲۶ | ۱۹–۲۵ | ۱۵–۲۵ | NA    | NA    | ۰–۳      | ۵۸–۷۶        |
| ۲۴   | ۵ ژوئن ۲۰۰۵  | ایتالیا   | کوبا      | ۲۵–۱۸ | ۲۵–۲۰ | ۱۹–۲۵ | ۲۵–۱۶ | NA    | ۳–۱      | ۹۴–۷۹        |
| ۲۵   | ۱۰ ژوئن ۲۰۰۵ | ایتالیا   | بلغارستان | ۲۵–۱۸ | ۲۹–۳۱ | ۱۰–۲۵ | ۲۵–۲۰ | ۱۳–۱۵ | ۳–۲      | ۱۳۷–۱۱۵      |
| ۳۰   | ۱۱ ژوئن ۲۰۰۵ | فرانسه    | کوبا      | ۲۴–۲۶ | ۲۳–۲۵ | ۲۰–۲۵ | NA    | NA    | ۰–۳      | ۶۷–۷۶        |
| ۳۳   | ۱۲ ژوئن ۲۰۰۵ | فرانسه    | کوبا      | ۲۵–۱۹ | ۱۸–۲۵ | ۲۰–۲۵ | ۲۵–۲۱ | ۱۵–۰۷ | ۳–۲      | ۱۰۳–۹۷       |
| ۳۵   | ۱۲ ژوئن ۲۰۰۵ | ایتالیا   | بلغارستان | ۲۵–۱۹ | ۲۴–۲۶ | ۱۵–۲۵ | ۲۵–۱۹ | ۱۷–۱۵ | ۳–۲      | ۱۰۶–۱۰۴      |
| ۳۷   | ۱۷ ژوئن ۲۰۰۵ | فرانسه    | ایتالیا   | ۲۵–۱۹ | ۲۵–۱۸ | ۲۴–۲۶ | ۱۷–۲۵ | ۱۳–۱۵ | ۲–۳      | ۱۰۴–۱۰۳      |
| ۳۸   | ۱۷ ژوئن ۲۰۰۵ | کوبا      | بلغارستان | ۲۲–۲۵ | ۲۵–۱۹ | ۲۰–۲۵ | ۲۲–۲۵ | NA    | ۱–۳      | ۸۹–۹۴        |
| ۴۲   | ۱۸ ژوئن ۲۰۰۵ | فرانسه    | ایتالیا   | ۲۵–۲۱ | ۲۱–۲۵ | ۲۲–۲۵ | ۲۶–۲۴ | ۱۳–۱۵ | ۲–۳      | ۱۰۷–۱۱۰      |
| ۴۴   | ۱۸ ژوئن ۲۰۰۵ | کوبا      | بلغارستان | ۲۷–۲۵ | ۲۱–۲۵ | ۲۳–۲۵ | ۲۵–۲۱ | ۱۵–۹  | ۳–۲      | ۱۱۱–۸۷       |
| ۴۹   | ۲۴ ژوئن ۲۰۰۵ | بلغارستان | فرانسه    | ۲۵–۱۹ | ۲۵–۲۱ | ۲۹–۲۷ | NA    | NA    | ۳–۰      | ۷۹–۶۷        |
| ۵۱   | ۲۴ ژوئن ۲۰۰۵ | کوبا      | ایتالیا   | ۲۵–۲۱ | ۲۵–۱۹ | ۲۵–۲۱ | NA    | NA    | ۳–۰      | ۷۵–۶۱        |
| ۵۶   | ۲۵ ژوئن ۲۰۰۵ | کوبا      | ایتالیا   | ۲۰–۲۵ | ۲۵–۲۳ | ۲۷–۲۹ | ۱۹–۲۵ | NA    | ۱–۳      | ۹۱–۱۰۲       |
| ۵۹   | ۲۶ ژوئن ۲۰۰۵ | بلغارستان | فرانسه    | ۲۵–۲۱ | ۲۲–۲۵ | ۲۵–۲۳ | ۲۳–۲۵ | ۱۱–۱۵ | ۲–۳      | ۱۰۶–۱۰۹      |
| ۶۱   | ۱ ژوئیه ۲۰۰۵ | بلغارستان | ایتالیا   | ۳۰–۳۲ | ۲۵–۱۷ | ۲۵–۲۳ | ۲۵–۲۱ | NA    | ۳–۱      | ۱۰۵–۹۳       |
| ۶۳   | ۱ ژوئیه ۲۰۰۵ | کوبا      | فرانسه    | ۳۳–۳۱ | ۳۳–۳۱ | ۲۵–۱۲ | NA    | NA    | ۳–۰      | ۱۰۷–۹۵       |
| ۶۸   | ۲ ژوئیه ۲۰۰۵ | کوبا      | فرانسه    | ۲۰–۲۵ | ۲۵–۲۲ | ۲۵–۱۹ | ۲۵–۲۱ | NA    | ۳–۱      | ۹۵–۸۷        |
| ۷۲   | ۳ ژوئیه ۲۰۰۵ | بلغارستان | ایتالیا   | ۲۵–۲۱ | ۲۵–۲۰ | ۲۵–۱۹ | NA    | NA    | ۳–۰      | ۷۵–۶۰        |

### گروه C
| رتبه | تیم                 | امتیازات | برد | باخت | امتیازات برده | امتیازات باخته | میانگین | ست‌های برده | ست‌های باخته | میانگین |
| ---- | ------------------- | -------- | --- | ---- | ------------- | -------------- | ------- | ---------- | ----------- | ------- |
| ۱    | لهستان              | ۲۱       | ۹   | ۳    | ۱٬۱۵۱         | ۱٬۱۱۴          | ۱٫۰۳۳   | ۳۲         | ۱۹          | ۱٫۶۸۴   |
| ۲    | صربستان و مونته‌نگرو | ۱۹       | ۷   | ۵    | ۱٬۱۲۴         | ۱٬۱۲۶          | ۰٫۹۹۸   | ۲۶         | ۲۳          | ۱٫۱۳۰   |
| ۳    | یونان               | ۱۷       | ۵   | ۷    | ۱٬۰۳۴         | ۱٬۰۰۴          | ۱٫۰۳۰   | ۲۲         | ۲۴          | ۰٫۹۱۷   |
| ۴    | آرژانتین            | ۱۵       | ۳   | ۹    | ۱٬۱۰۰         | ۱٬۱۶۵          | ۰٫۹۴۴   | ۱۸         | ۳۲          | ۰٫۵۶۳   |

نتایج گروه C
| بازی | تاریخ        | میزبان              | میهمان              | ست ۱  | ست ۲  | ست ۳  | ست ۴  | ست ۵  | ست شماری | امتیاز شماری |
| ---- | ------------ | ------------------- | ------------------- | ----- | ----- | ----- | ----- | ----- | -------- | ------------ |
| ۲    | ۲۷ مه ۲۰۰۵   | لهستان              | آرژانتین            | ۲۵–۲۰ | ۲۳–۲۵ | ۲۵–۲۳ | ۲۵–۲۳ | NA    | ۳–۱      | ۹۸–۹۱        |
| ۴    | ۲۷ مه ۲۰۰۵   | یونان               | صربستان و مونته‌نگرو | ۲۶–۲۴ | ۲۵–۱۸ | ۲۵–۲۱ | NA    | NA    | ۳–۰      | ۷۶–۶۳        |
| ۵    | ۲۸ مه ۲۰۰۵   | لهستان              | آرژانتین            | ۱۹–۲۵ | ۲۵–۲۲ | ۲۵–۲۱ | ۲۵–۲۲ | NA    | ۳–۱      | ۹۴–۹۰        |
| ۸    | ۲۸ مه ۲۰۰۵   | یونان               | صربستان و مونته‌نگرو | ۲۳–۲۵ | ۲۵–۲۲ | ۲۵–۱۶ | ۲۵–۱۹ | NA    | ۳–۱      | ۹۸–۸۲        |
| ۱۴   | ۳ ژوئن ۲۰۰۵  | لهستان              | یونان               | ۱۷–۲۵ | ۲۵–۲۳ | ۱۹–۲۵ | ۲۵–۲۰ | ۱۵–۱۳ | ۳–۲      | ۱۰۱–۱۰۶      |
| ۱۶   | ۳ ژوئن ۲۰۰۵  | آرژانتین            | صربستان و مونته‌نگرو | ۲۳–۲۵ | ۲۰–۲۵ | ۲۵–۱۹ | ۲۴–۲۶ | NA    | ۱–۳      | ۹۲–۹۵        |
| ۱۷   | ۴ ژوئن ۲۰۰۵  | لهستان              | یونان               | ۲۶–۲۴ | ۲۵–۱۷ | ۲۷–۲۵ | NA    | NA    | ۳–۰      | ۷۸–۶۶        |
| ۲۳   | ۵ ژوئن ۲۰۰۵  | آرژانتین            | صربستان و مونته‌نگرو | ۲۰–۲۵ | ۲۵–۲۳ | ۱۷–۲۵ | ۲۵–۱۴ | ۱۵–۱۱ | ۳–۲      | ۱۰۲–۹۸       |
| ۲۶   | ۱۰ ژوئن ۲۰۰۵ | آرژانتین            | یونان               | ۲۱–۲۵ | ۱۹–۲۵ | ۲۵–۱۹ | ۱۴–۲۵ | NA    | ۱–۳      | ۷۹–۹۴        |
| ۲۹   | ۱۱ ژوئن ۲۰۰۵ | صربستان و مونته‌نگرو | لهستان              | ۳۰–۲۸ | ۱۶–۲۵ | ۲۵–۲۳ | ۲۲–۲۵ | ۲۱–۱۹ | ۳–۲      | ۱۱۴–۱۲۰      |
| ۳۴   | ۱۲ ژوئن ۲۰۰۵ | آرژانتین            | یونان               | ۱۷–۲۵ | ۲۳–۲۵ | ۲۵–۲۳ | ۳۰–۲۸ | ۱۵–۱۳ | ۳–۲      | ۱۱۰–۱۱۴      |
| ۳۶   | ۱۲ ژوئن ۲۰۰۵ | صربستان و مونته‌نگرو | لهستان              | ۱۹–۲۵ | ۲۲–۲۵ | ۲۵–۲۲ | ۲۴–۲۶ | NA    | ۱–۳      | ۹۰–۹۸        |
| ۳۹   | ۱۷ ژوئن ۲۰۰۵ | یونان               | لهستان              | ۲۵–۱۹ | ۲۱–۲۵ | ۱۸–۲۵ | ۲۵–۱۸ | ۱۳–۱۵ | ۲–۳      | ۱۰۲–۱۰۲      |
| ۴۳   | ۱۸ ژوئن ۲۰۰۵ | صربستان و مونته‌نگرو | آرژانتین            | ۲۲–۲۵ | ۲۵–۱۸ | ۲۵–۱۷ | ۲۵–۲۱ | NA    | ۳–۱      | ۹۷–۸۱        |
| ۴۷   | ۱۹ ژوئن ۲۰۰۵ | صربستان و مونته‌نگرو | آرژانتین            | ۲۵–۲۱ | ۳۲–۳۰ | ۲۷–۲۹ | ۱۷–۲۵ | ۳۴–۳۲ | ۳–۲      | ۱۳۵–۱۳۷      |
| ۴۸   | ۱۹ ژوئن ۲۰۰۵ | یونان               | لهستان              | ۲۵–۱۸ | ۱۷–۲۵ | ۲۶–۲۴ | ۲۵–۱۶ | NA    | ۳–۱      | ۹۳–۸۳        |
| ۵۰   | ۲۴ ژوئن ۲۰۰۵ | لهستان              | صربستان و مونته‌نگرو | ۲۰–۲۵ | ۲۵–۱۷ | ۲۵–۲۳ | ۲۵–۲۰ | NA    | ۳–۱      | ۹۵–۸۵        |
| ۵۲   | ۲۴ ژوئن ۲۰۰۵ | یونان               | آرژانتین            | ۲۵–۲۰ | ۲۵–۲۰ | ۲۵–۲۲ | NA    | NA    | ۳–۰      | ۷۵–۶۲        |
| ۵۴   | ۲۵ ژوئن ۲۰۰۵ | لهستان              | صربستان و مونته‌نگرو | ۲۵–۲۳ | ۲۵–۲۳ | ۲۰–۲۵ | ۲۱–۲۵ | ۱۰–۱۵ | ۲–۳      | ۱۰۱–۱۱۱      |
| ۶۰   | ۲۶ ژوئن ۲۰۰۵ | یونان               | آرژانتین            | ۲۵–۱۵ | ۲۲–۲۵ | ۱۷–۲۵ | ۲۰–۲۵ | NA    | ۱–۳      | ۸۴–۹۰        |
| ۶۲   | ۱ ژوئیه ۲۰۰۵ | صربستان و مونته‌نگرو | یونان               | ۲۷–۲۵ | ۲۵–۲۲ | ۲۵-۱۷ | NA    | NA    | ۳–۰      | ۷۷–۶۴        |
| ۶۴   | ۱ ژوئیه ۲۰۰۵ | آرژانتین            | لهستان              | ۲۱–۲۵ | ۱۹–۲۵ | ۲۰–۲۵ | NA    | NA    | ۰–۳      | ۶۰–۷۵        |
| ۶۷   | ۲ ژوئیه ۲۰۰۵ | صربستان و مونته‌نگرو | یونان               | ۲۵–۱۵ | ۲۵–۲۲ | ۲۷–۲۵ | NA    | NA    | ۳–۰      | ۷۷–۶۲        |
| ۷۱   | ۳ ژوئیه ۲۰۰۵ | آرژانتین            | لهستان              | ۲۳–۲۵ | ۲۳–۲۵ | ۲۵–۲۱ | ۲۵–۲۰ | ۱۰–۱۵ | ۲–۳      | ۱۰۶–۱۰۶      |

## دور نهایی
- میزبان:  بلگراد آرنا، بلگراد، صربستان و مونته‌نگرو
- تمامی زمان‌ها براساس ساعت تابستانی اروپای مرکزی (یوتی‌سی ۲:۰۰+) می‌باشد.

### دور نهایی نخست
| تاریخ   | ساعت  |                     | امتیاز |        | ست ۱  | ست ۲  | ست ۳  | ست ۴  | ست ۵  | مجموع   | گزارش |
| ------- | ----- | ------------------- | ------ | ------ | ----- | ----- | ----- | ----- | ----- | ------- | ----- |
| ۸ ژوئیه | ۱۷:۰۷ | کوبا                | ۲–۳    | لهستان | ۲۵–۲۳ | ۲۴–۲۶ | ۱۶–۲۵ | ۲۵–۲۲ | ۱۳–۱۵ | ۱۰۳–۱۱۱ | P2    |
| ۸ ژوئیه | ۲۰:۰۷ | صربستان و مونته‌نگرو | ۱–۳    | برزیل  | ۲۱–۲۵ | ۲۵–۲۳ | ۲۴–۲۶ | ۲۱–۲۵ |       | ۹۱–۹۹   | P2    |

### چهار نهایی
|  | نیمه‌نهایی           | نیمه‌نهایی           |   |          | نهایی    | نهایی |  |
|  |                     |                     |   |          |          |       |  |
|  | ۹ ژوئیه             |                     |   |          |          |       |  |
|  | کوبا                | ۱                   |   |          |          |       |  |
|  | برزیل               | ۳                   |   |          |          |       |  |
|  |                     |                     |   |          |          |       |  |
|  |                     |                     |   |          | ۱۰ ژوئیه |       |  |
|  |                     |                     |   |          | برزیل    | ۳     |  |
|  |                     | صربستان و مونته‌نگرو | ۱ |          |          |       |  |
|  |                     |                     |   |          |          |       |  |
|  |                     |                     |   |          |          |       |  |
|  |                     |                     |   |          | مکان سوم |       |  |
|  | ۹ ژوئیه             | ۹ ژوئیه             |   | ۱۰ ژوئیه | ۱۰ ژوئیه |       |  |
|  | لهستان              | ۲                   |   | کوبا     | ۳        |       |  |
|  | صربستان و مونته‌نگرو | ۳                   |   |          | لهستان   | ۲     |  |

#### نیمه‌نهایی
| تاریخ   | ساعت  |        | امتیاز |                     | ست ۱  | ست ۲  | ست ۳  | ست ۴  | ست ۵ | مجموع   | گزارش |
| ------- | ----- | ------ | ------ | ------------------- | ----- | ----- | ----- | ----- | ---- | ------- | ----- |
| ۹ ژوئیه | ۱۷:۰۷ | کوبا   | ۱–۳    | برزیل               | ۱۸–۲۵ | ۱۹–۲۵ | ۲۵–۲۲ | ۲۳–۲۵ |      | ۸۵–۹۷   | P2    |
| ۹ ژوئیه | ۲۰:۰۷ | لهستان | ۲–۳    | صربستان و مونته‌نگرو | ۲۶–۲۴ | ۲۵–۱۹ | ۲۳–۲۵ | ۲۰–۲۵ | ۸–۱۵ | ۱۰۲–۱۰۸ | P2    |

#### بازی مکان سوم
| تاریخ    | ساعت  |      | امتیاز |        | ست ۱  | ست ۲  | ست ۳  | ست ۴  | ست ۵  | مجموع   | گزارش |
| -------- | ----- | ---- | ------ | ------ | ----- | ----- | ----- | ----- | ----- | ------- | ----- |
| ۱۰ ژوئیه | ۱۶:۰۷ | کوبا | ۳–۲    | لهستان | ۲۵–۲۳ | ۲۲–۲۵ | ۲۴–۲۶ | ۲۵–۱۸ | ۱۵–۱۳ | ۱۱۱–۱۰۵ | P2    |

#### نهایی
| تاریخ    | ساعت  |       | امتیاز |                     | ست ۱  | ست ۲  | ست ۳  | ست ۴  | ست ۵ | مجموع | گزارش |
| -------- | ----- | ----- | ------ | ------------------- | ----- | ----- | ----- | ----- | ---- | ----- | ----- |
| ۱۰ ژوئیه | ۱۹:۰۷ | برزیل | ۳–۱    | صربستان و مونته‌نگرو | ۱۴–۲۵ | ۲۵–۱۴ | ۲۵–۱۹ | ۲۵–۱۶ |      | ۸۹–۷۴ | P2    |

## رده‌بندی نهایی
| رتبه | تیم                 |
| ---- | ------------------- |
| 1    | برزیل               |
| 2    | صربستان و مونته‌نگرو |
| 3    | کوبا                |
| ۴    | لهستان              |
| ۵    | بلغارستان           |
| ۵    | پرتغال              |
| ۷    | یونان               |
| ۷    | ایتالیا             |
| ۷    | ونزوئلا             |
| ۱۰   | آرژانتین            |
| ۱۰   | فرانسه              |
| ۱۰   | ژاپن                |

| قهرمان لیگ جهانی ۲۰۰۵  |
| ---------------------- |
| · برزیل · پنجمین عنوان |

## جوایز
- باارزش‌ترین بازیکن

 ایوان میلیکوویچ
- بهترین اسپک زننده

 هنری بل
- بهترین دفاع کننده

 دانته آمارال
- بهترین سرویس زننده

 ایوان میلیکوویچ
- بهترین لیبرو

 مارکو سامارجیچ